# United States Public Health Service

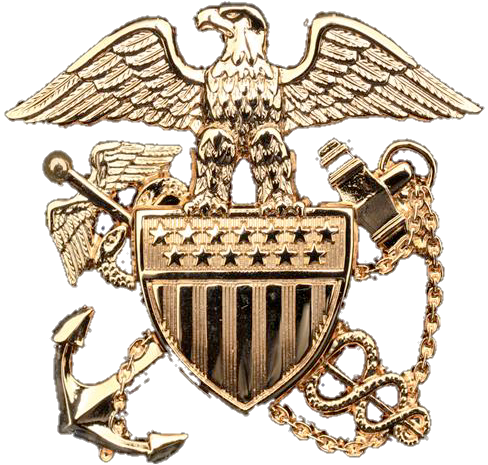
Mützenabzeichen des US Public Health Service

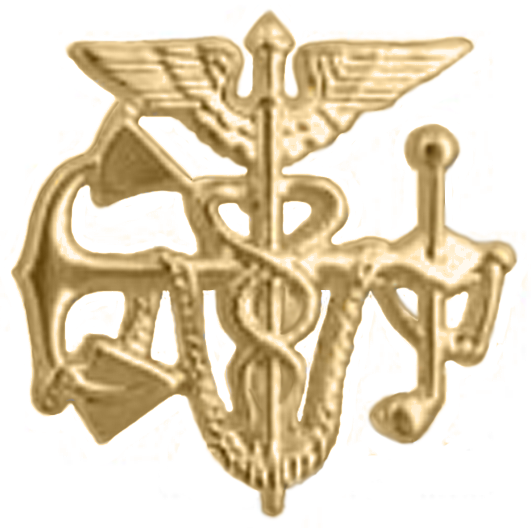
Kragenabzeichen des US Public Health Service

Der United States Public Health Service (PHS) ist eine Anzahl von Behörden unter dem Gesundheitsministerium der Vereinigten Staaten. Sie unterstehen dem United States Assistant Secretary for Health, einem hohen Beamten des Ministeriums im Dienstgrad Admiral des United States Public Health Service Commissioned Corps.

## Geschichte und Organisation
Der Public Health Service wurde im Jahr 1798 als der Marine Hospital Fund, ein loses Netzwerk von Krankenhäusern zur Sicherstellung der Gesundheit amerikanischer Seeleute der Streitkräfte, gegründet und unterstand dem Revenue Marine Service („Zollmarine“). Im gleichen Jahr wurde ein Gesetz erlassen, das die Versorgung von kranken und verletzten Angehörigen der Handelsmarine in diesen Krankenhäusern sicherstellen sollte und durch eine monatliche Steuer von 20 US-Cent auf Seeleute finanziert wurde, der ersten Gesundheitssteuer der USA. 
Das erste Marinekrankenhaus befand sich in Boston. Weitere Krankenhäuser wurden etwas später entlang von Binnengewässern wie den Großen Seen sowie an den Küstenorten des Golfs von Mexiko und der Pazifikküste gegründet.
1870 wurde das lose Netzwerk in einen stärker zentral überwachten Marine Hospital Service umgewandelt. Der Hauptsitz war in Washington, D.C. John Maynard Woodworth, der in den 1870er Jahren diese Organisation leitete, organisierte diese Institution in Anlehnung an das Militär. 
Waren anfangs nur Ärzte in dieser Organisation beschäftigt, kamen im Laufe des 20. Jahrhunderts auch Zahnärzte, die bei der Rückkehr der Kriegsveteranen 1919 dringend gebraucht wurden, Spezialisten für Hygienefragen, Apotheker, Krankenpfleger und Wissenschaftler hinzu. Bis 1939 unterstand der Public Health Service dem Finanzministerium, weil er früher durch spezielle Abgaben der Seeleute finanziell unterhalten wurde. Während früher der United States Public Health Service eine eigenständige Oberbehörde war, ist es heute eine Anzahl von Behörden (englisch Public Health Office) die direkt dem Gesundheitsministerium unterstehen:
- Office of Climate Change and Health Equity (OCCHE)
- Office of Disease Prevention and Health Promotion (ODPHP)
- Office for Human Research Protections (OHRP)
- Office of Infectious Disease and HIV/AIDS Policy (OIDP)
- Office of Minority Health (OMH)
- Office of Population Affairs (OPA)
- Office of Research Integrity (ORI)
- Office of the Surgeon General (OSG)
- Office on Women's Health

## Public Health Service Commissioned Corps
Eine Teilorganisation ist das Public Health Service Commissioned Corps (PHSCC), einer der acht Uniformed Services in den Vereinigten Staaten. Offiziere des Public Health Service Commissioned Corps dienen als Arztassistenten, Ärzte, Dentalhygieniker, Diätologe, Ergotherapeuten, Gesundheitsinformationstechnologen, Gesundheitsmanager, Ingenieure, Krankenschwestern, Logopäden, Medizinisch-technischer Experten, Optometristen, Pharmazeuten, Physiotherapeuten, Psychologen, Public Health Experten, Sozialpädagogen, Tierärzte, Umweltgesundheitsexperten, Wissenschaftler und Zahnärzte.
Mit Ausnahme der Militärgerichtsbarkeit, der sie nicht unterliegen, gelten für die Angehörigen alle Rechte und Pflichten eines Offiziers gemäß Militärgesetz, in USA dem Title 10 der US-Gesetzgebung. Im Dienst werden Uniformen getragen, die an die Uniform der US-Navy angelehnt, jedoch mit anderen Insignien bestückt sind. Die Commissioned Corps können mit Verordnung des US-Präsidenten militarisiert werden, unterstehen damit der Militärgerichtsbarkeit und können als Teil der Streitkräfte dann den Kombattantenstatus erhalten.

## Tuskegee-Syphilis-Studie
Zwischen 1932 und 1972 wurde in der Gegend von Tuskegee (Alabama) die Tuskegee-Syphilis-Studie vom USPHS durchgeführt. Dabei wurden einkommensschwache Schwarze hinsichtlich des Verlaufs von unbehandelter Syphilis untersucht. Als Medikamente zur Bekämpfung der Krankheit zur Verfügung standen, wurden diese den Probanden nicht zur Verfügung gestellt. Stattdessen wurde ihnen gesagt, sie hätten „schlechtes Blut“. Die Präsidenten Clinton und Obama entschuldigten sich später für diese Studie.